# 3223 Forsius
3223 Forsius је астероид главног астероидног појаса са пречником од приближно 20,7 .
Афел астероида је на удаљености од 2,980 астрономских јединица (АЈ) од Сунца, а перихел на 2,236 АЈ.
Ексцентрицитет орбите износи 0,142, инклинација (нагиб) орбите у односу на раван еклиптике 10,059 степени, а орбитални период износи 1538,636 дана (4,212 године).
Апсолутна магнитуда астероида је 11,0 а геометријски албедо 0,136.
Астероид је откривен 7. септембра 1942. године.